# Suaq Geringgeng
Suaq Geringgeng is een bestuurslaag in het regentschap Aceh Selatan van de provincie Atjeh, Indonesië. Suaq Geringgeng telt 426 inwoners (volkstelling 2010).